# Almèse
Almèse (en italien, Almese) est une commune italienne d'environ 6 000 habitants, située dans la ville métropolitaine de Turin, dans la région du Piémont dans le Nord-Ouest de l'Italie, à 27 km à l'ouest de capitale provinciale.

## Administration
| Période                                  | Période  | Identité         | Étiquette     | Qualité |
| ---------------------------------------- | -------- | ---------------- | ------------- | ------- |
| 10 juin 2024                             | En cours | Andrea Cavaliere | Liste civique |         |
| Les données manquantes sont à compléter. |          |                  |               |         |

### Hameaux
Rivera, Milanere, Montecomposto,Grangia

### Communes limitrophes
Val della Torre, Rubiane, Villar-sur-Doire, Caselet, Veillane

## Patrimoine
- Mont Musinè
- Chateau de San Mauro
- Chateau de Milanere

## Personnalité liée à la commune
- Scipione Riva-Rocci (1863–1937),  médecin inventeur du premier brassard pneumatique pour la prise de la tension artérielle.